# Soneto 6
| «» Soneto 6 |
| --- |
| (continuação do Soneto 5) Then let not winter's ragged hand deface, In thee thy summer, ere thou be distilled: Make sweet some vial; treasure thou some place With beauty's treasure ere it be self-killed. That use is not forbidden usury, Which happies those that pay the willing loan; That's for thy self to breed another thee, Or ten times happier, be it ten for one; Ten times thy self were happier than thou art, If ten of thine ten times refigured thee: Then what could death do if thou shouldst depart, Leaving thee living in posterity? Be not self-willed, for thou art much too fair To be death's conquest and make worms thine heir. |
| –William Shakespeare |

Soneto 6 é a continuação do Soneto 5 de William Shakespeare.

## Análise
A linha que abre este soneto remete à linha final do Soneto 5, como se os dois poemas fossem concebidos como um, por si só talvez uma referência à ideia de emparelhar com o casamento que informa os primeiros 17 sonetos. O "frasco" doce refere-se à destilação de perfume de pétalas mencionado no Soneto 5, mas agora é diretamente explicado e expandido como uma imagem de impregnação sexual para gerar filhos. A imagem de "usura", refere-se a replicação do investido "essência" da prole, da mesma forma que o dinheiro rende juros. A propagação das crianças nunca pode ser de exploração. Um retorno de dez vezes o investimento é para ser desejado.

## Traduções
Segundo a tradução de Thereza Christina Rocque da Motta,
Assim, não deixemos a mão rota do inverno desfigurar

De ti o teu verão antes que sejas destilada;

Adoça teus sumos; orna um lugar

Que tenha o valor da beleza antes de sucumbires.

Este uso não é a proibida usura

Que alegra os que pagam os devidos juros –

Para que cries, para ti mesma, um novo ser,

Ou sejas dez vezes mais feliz do que és.

Serias dez vezes mais alegre,

Se em dez de ti dez vezes te transmudasses;

Então, o que poderia fazer a Morte se partisses,

Passando a viver na posteridade?

Não sejas turrona, pois és por demais bela

Para que a Morte vença e os vermes te consumam.
Segundo a tradução de Milton Lins,
Enfim, proíbe a mão do inverno te enfear,

Antes que destilado em ti o teu valor:

Põe-no dentro de um frasco e guarda-o num lugar,

Antes de se finar o belo ainda em flor.

Isto não constitui usura proibida,

Que felicita a quem acata um pronto empréstimo;

E procura gerar figura parecida,

Dez vezes mais feliz com dez vezes mais préstimo.

Dez cópias de ti mesmo, além dos teus sonhares,

Que dos dez tempos teus dez tenham validade:

Então o que faria a Morte se ficares

Vivo assim: - te deixar para a posteridade?

Não sejas pertinaz, és homem exemplar

Para a Morte vencer e aos vermes te doar.